# Српска православна црква у Деспотову
Српска православна црква у Деспотову, месту у општини Бачка Паланка, подигнута је 1786. године и има статус споменика културе од великог значаја.
Црква у Деспотову је посвећена Светом Јовану Претечи, подигнута је као једнобродна грађевина са полукружном олтарском апсидом и правоугаоним бочним певницама. Над западном фасадом подигнут је масиван двоспратни звоник са наглашеним декоративним зидовима у барокно-рокајним формама. Фасадном декорацијом цркве је успостављена равнотежа хоризонталне и вертикалне поделе и где је главни портал уоквирен прислоњеним пиластрима и полустубовима.
Иконостас је подељен у три зоне, богато украшен изрезбареним биљним мотивима. Неуобичајена појава је завршавање бочних страна иконостаса северним и јужним дверима. Сликану декорацију извео је, 1794. године, Јован Исаиловић Старији, оставивши потпис на икони Богородице. Овај иконостас представља значајно остварење прелазног периода од барока ка класицизму, на коме је Исаиловић показао знање стечено на Академији у Бечу и код Теодора Крачуна. Нарочиту вештину је испољио у компоновању маса и третирању драперије. Живопис је рад анонимног аутора и највероватније припада истом времену као и иконостас. 
Конзерваторски радови су обављени 1967, 1970. и 1983. године.